# Katarina Barun
Pour les articles homonymes, voir Barun.
Katarina Barun est une ancienne joueuse de volley-ball croate née le 1er décembre 1983 à Zagreb. Elle mesure 1,94 m et jouait au poste d'attaquante. Elle a totalisé  67 sélections en équipe de Croatie. Elle a mis un terme à sa carrière de volleyeuse professionnelle en mai 2020.

## Clubs
| Club                    | De        | À         |
| ----------------------- | --------- | --------- |
| Mladost Zagreb          | 2002-2003 | 2004-2005 |
| Karşıyaka İzmir         | 2005-2006 | 2005-2006 |
| Volley Bergamo          | 2006-2007 | 2006-2007 |
| Chieri Volley           | 2007-2008 | 2007-2008 |
| CSU Metal Galaţi        | 2008-2009 | 2008-2009 |
| CV 2004 Tomis Constanţa | 2009-2010 | 2009-2010 |
| Asystel Volley          | 2010-2011 | 2011-2012 |
| Asystel MC Carnaghi     | 2012-2013 | 2012-2013 |
| Lokomotiv VK            | 2013-2014 | 2013-2014 |
| AGIL Volley             | 2014-2015 | 2014-2015 |
| Volley Bergamo          | 2015-2016 | 2015-2016 |
| AGIL Volley             | 2016-2017 | 2016-2017 |
| River Volley            | 2017-2018 | 2017-2018 |
| Ageo Medics             | 2018-2019 | 2019-2020 |

## Palmarès
- Ligue des champions
  - Vainqueur : 2007.
- Championnat de Croatie
  - Vainqueur : 2004, 2005.
- Championnat de Roumanie
  - Vainqueur : 2009.
- Coupe de Roumanie
  - Vainqueur : 2009.
- Championnat d'Italie
  - Vainqueur : 2017.
  - Finaliste : 2015.
- Coupe d'Italie
  - Vainqueur : 2015, 2016.
  - Finaliste : 2013.
- Supercoupe d'Italie
  - Finaliste : 2012.